# Centro Comunitário da Paz
Os Centros Comunitários da Paz (Compaz) são equipamentos públicos voltados à inclusão social e o fortalecimento comunitário criados pela Secretaria de Segurança Cidadã de Recife. Concebidas como uma estratégia de segurança pública baseado no urbanismo social de Medellín, Compaz oferece espaços culturais e assistência jurídica em regiões urbanas consideradas vulneráveis.
Com o primeiro Compaz sendo aberto em 2016, Recife atualmente tem 4 unidades do Compaz e tem projetos para a construção de 4 novos. Segundo dados de 2019, os Centros possuem mais de 30 mil usuários e já realizaram mais de 2 milhões de atendimentos.

## História

### Gestão Geraldo Júlio

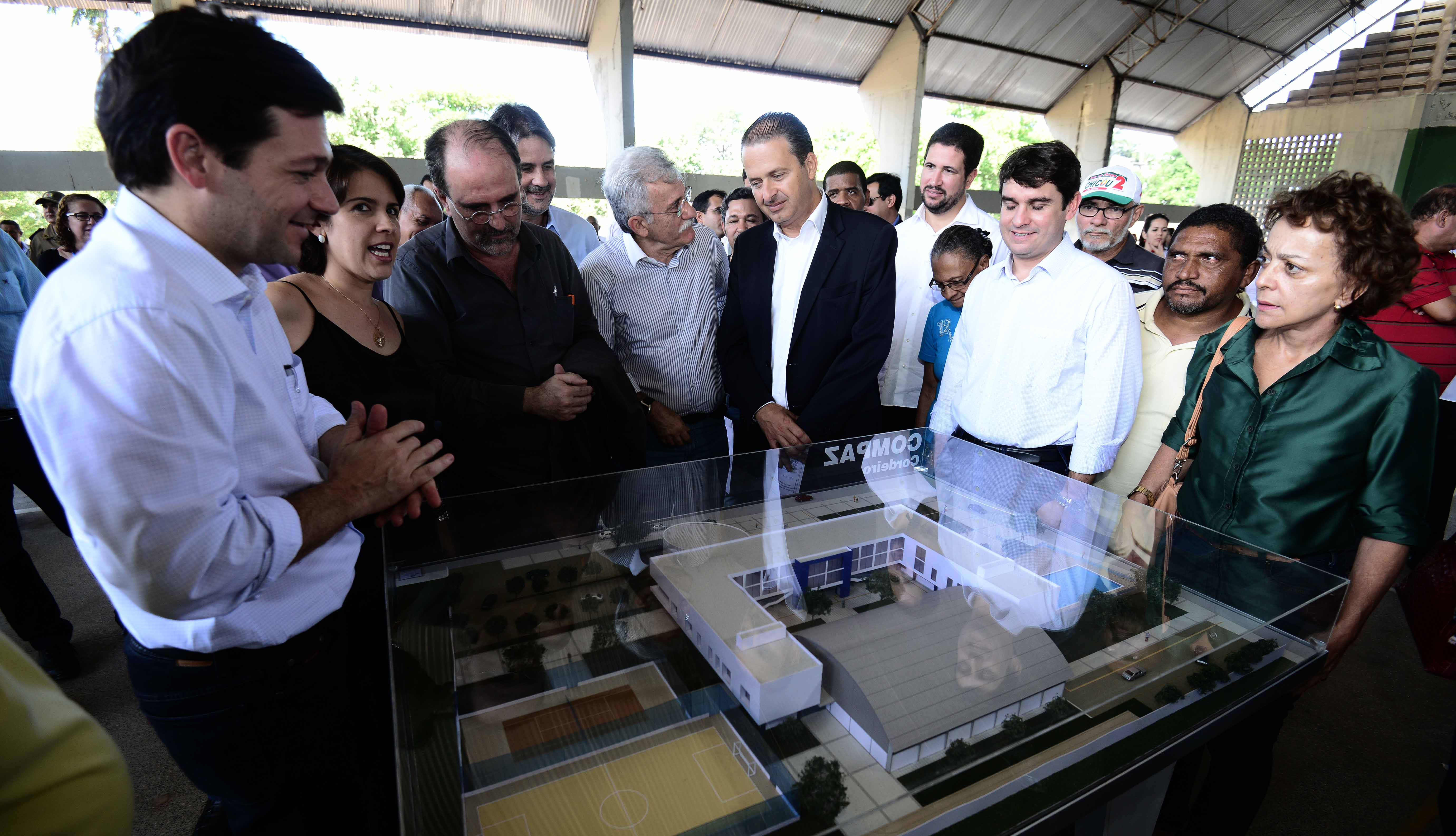
Prefeito Geraldo Júlio e Governador Eduardo Campos apresentando o projeto do primeiro Compaz

Na eleição municipal do Recife em 2012, Geraldo Júlio apresentou os "Centros Comunitários da Paz" como sendo seu principal eixo na segurança pública, com o programa de governo prometendo a construção de 5 centros. O primeiro Compaz foi aberto em 2016, no bairro de Alto Santa Terezinha, nomeado em homenagem ao ex-governador Eduardo Campos, esse foi o único inaugurado na primeira gestão Geraldo Júlio.
Com sua reeleição em 2016, Geraldo Júlio intensificou a construção de novos Compaz. Em 2017, foi inaugurado o Compaz Escritor Ariano Suassuna no bairro de Cordeiro, em 2019, foi aberto o Compaz Miguel Arraes no bairro de Caxangá e, em 2020, foi aberto o Compaz Dom Helder Câmara no bairro do Coque.

### Gestão João Campos
Durante a eleição municipal do Recife em 2020, o então deputado federal João Campos prometeu expandir a política pública Compaz, afirmando que ela foi bem sucedida em reduzir a criminalidade. Com sua eleição como prefeito de Recife, João Campos reconduziu Murilo Cavalcanti, o principal proponente do modelo Compaz, na Secretaria de Segurança Cidadã. Em 2022, foi anunciada a construção de quatro novas unidades do Compaz em Recife.

## Unidades

### Compaz Eduardo Campos
Aberto em 12 de março de 2016, seu nome foi escolhido em homenagem ao ex-governador Eduardo Campos.

### Compaz Ariano Suassuna

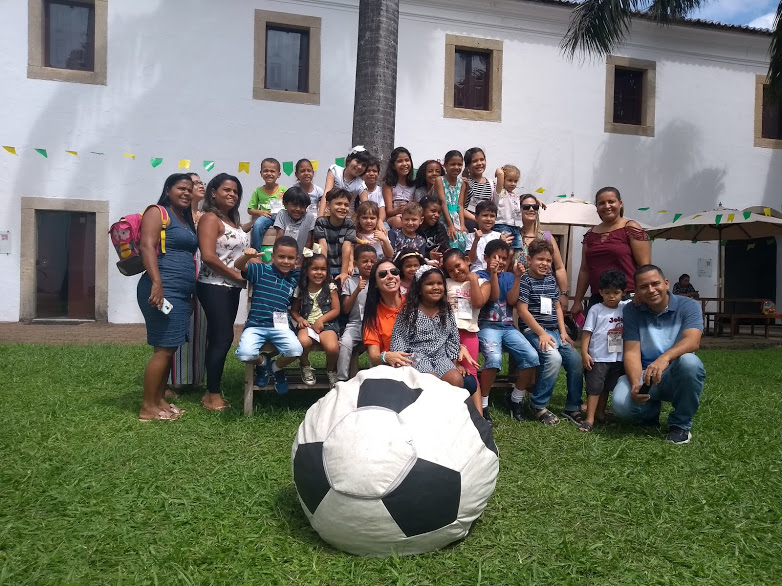
Quadra de futebol localizada no Compaz Ariano Suassuna

Inaugurado em 12 de março de 2017, seu nome foi escolhido por causa do escritor Ariano Suassuna.

### Compaz Miguel Arraes
Inaugurado em 26 de dezembro de 2019, seu nome foi realizado em homenagem ao ex-governador de Pernambuco, Miguel Arraes. O equipamento ocupa uma área de 16 mil metros quadrados.

### Compaz Dom Helder Câmara
Inaugurado em 19 de dezembro de 2020, é a última das inauguradas pelo prefeito Geraldo Júlio. Foi nomeado em homenagem ao Dom Helder Câmara, ex-arcebispo de Olinda e Recife e notório defensor dos direitos humanos durante o Regime militar brasileiro.

## Recepção
Em 2019, o modelo Compaz recebeu prêmio de melhor projeto de combate à desigualdade social do Brasil pelo Oxfam. Durante a entrega do prêmio, o Programa Cidades Sustentáveis ressaltou que, enquanto Recife apresentou uma subida na criminalidade, as áreas atendidas pelos Compaz tiveram uma queda significativa na taxa de homicídios.
A boa recepção do Compaz fez com que a Prefeitura de Olinda passasse a considerar a implementação do modelo. Em 2021, o prefeito Professor Lupércio anunciou sua intenção em construir duas Compaz em Olinda.
Em 2022 o Compaz recebeu o Prêmio de Serviço Público das Nações Unidas (ONU) como política pública que melhor contempla os Objetivos de Desenvolvimento Sustentável (ODS) e excelência no serviço público.
Apesar disso, o Compaz é criticado devido aos frequentes atrasos de entrega dos projetos. Em sua primeira gestão, Geraldo Júlio prometeu a entregar de cinco Compaz, porém esse número não foi alcançado nem em oito anos de sua gestão.